# Мавродін (комуна)
Мавродін (рум. Mavrodin) — комуна у повіті Телеорман в Румунії. До складу комуни входить єдине село Мавродін.
Комуна розташована на відстані 81 км на південний захід від Бухареста, 10 км на північний захід від Александрії, 118 км на схід від Крайови.

## Населення
За даними перепису населення 2002 року у комуні проживали 5783 особи.
Національний склад населення комуни:
| Національність | Кількість осіб | Відсоток |
| -------------- | -------------- | -------- |
| румуни         | 5770           | 99,8%    |
| цигани         | 11             | 0,2%     |
| турки          | 2              | < 0,1%   |

Рідною мовою назвали:
| Мова      | Кількість осіб | Відсоток |
| --------- | -------------- | -------- |
| румунська | 5780           | 99,9%    |
| турецька  | 2              | < 0,1%   |
| російська | 1              | < 0,1%   |

Склад населення комуни за віросповіданням:
| Релігія        | Кількість осіб | Відсоток |
| -------------- | -------------- | -------- |
| православні    | 5401           | 93,4%    |
| адвентисти     | 277            | 4,8%     |
| баптисти       | 86             | 1,5%     |
| мусульмани     | 2              | < 0,1%   |
| реформати      | 1              | < 0,1%   |
| греко-католики | 1              | < 0,1%   |